# Dedalopterus fujianensis
Dedalopterus fujianensis är en skalbaggsart som beskrevs av Zhang 1990. Dedalopterus fujianensis ingår i släktet Dedalopterus och familjen Melolonthidae. Inga underarter finns listade i Catalogue of Life.